# Listă de comitate din statul Maryland

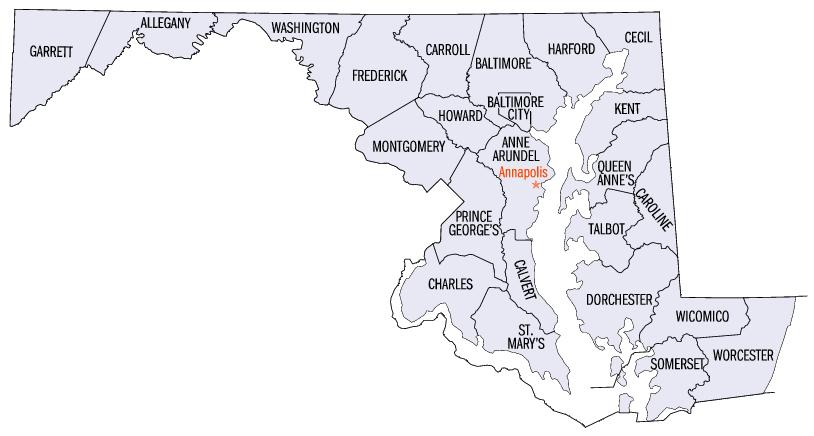
Harta comitatelor statului Maryland.

Această pagină este o listă a celor 23 de comitate și a orașului independent Baltimore  din statul Maryland.

## Comitate
| Comitatul       | Populația 1 iulie 2007 | Sediul           | Populația 1 iulie 2007 |
| --------------- | ---------------------- | ---------------- | ---------------------- |
| Allegany        | 72.594                 | Cumberland       | 20.676                 |
| Anne Arundel    | 512.154                | Annapolis        | 36.603                 |
| Baltimore       | 788.994                | Towson           | 54.051                 |
| Calvert         | 88.223                 | Prince Frederick | 1680                   |
| Caroline        | 32.910                 | Denton           | 3833                   |
| Carroll         | 169.220                | Westminster      | 17.715                 |
| Cecil           | 99.695                 | Elkton           | 14.825                 |
| Charles         | 140.444                | La Plata         | 8787                   |
| Dorchester      | 31.846                 | Cambridge        | 11.796                 |
| Frederick       | 224.705                | Frederick        | 59.220                 |
| Garrett         | 29.627                 | Oakland          | 1856                   |
| Harford         | 239.993                | Bel Air          | 9884                   |
| Howard          | 273.669                | Ellicott City    | 61.850                 |
| Kent            | 19.987                 | Chestertown      | 4899                   |
| Montgomery      | 930.813                | Rockville        | 58.706                 |
| Prince George's | 828.770                | Upper Marlboro   | 665                    |
| Queen Anne's    | 46.571                 | Centreville      | 3322                   |
| Saint Mary's    | 100.378                | Leonardtown      | 2218                   |
| Somerset        | 26.016                 | Princess Anne    | 2918                   |
| Talbot          | 36.193                 | Easton           | 14.379                 |
| Washington      | 145.113                | Hagerstown       | 39.640                 |
| Wicomico        | 93.600                 | Salisbury        | 27.883                 |
| Worcester       | 49.374                 | Snow Hill        | 2331                   |

## Orașe independente
| Oraș      | Populația 1 iulie 2007 | Sediul    |
| --------- | ---------------------- | --------- |
| Baltimore | 637.455                | Baltimore |

- Comitatul Allegany - format în 1789 din părți ale Comitatului Washington.  Sediul comitatului este orașul Cumberland.
- Comitatul Anne Arundel - format în 1650 din teritoriu neorganizat. Sediul comitatului este orașul Annapolis. Între 1654 și 1658 a fost numit Comitatul Providence.
- Baltimore City - fondat în 1729, a fost separat în 1851 din  Comitatul Baltimore.
- Comitatul Baltimore - format în 1659 din teritoriu neorganizat. Sediul comitatului este orașul Towson.
- Comitatul Calvert - format în 1654 ca Patuxent County din teritoriu neorganizat, a fost redenumit Calvert County în 1658. Sediul comitatului este Prince Frederick.
- Comitatul Caroline - format în 1773 din părți ale comitatelor Dorchester și ale Queen Anne. Sediul comitatului este Denton.
- Comitatul Carroll - format în 1837 din părți ale comitatelor Baltimore și Frederick. Sediul comitatului este Westminster.
- Cecil County - format în 1672 din părți ale comitatelor Baltimore și Kent. Sediul comitatului este Elkton.
- Comitatul Charles - format în 1658 din teritoriu neorganizat. Sediul comitatului este La Plata.
- Comitatul Dorchester - format în 1668 din teritoriu neorganizat. Sediul comitatului este Cambridge.
- Comitatul Frederick - format în 1748 dintr-o parte a comitatului Prince George. Sediul comitatului este  Frederick.
- Comitatul Garrett - format în 1872 dintr-o parte a Comitatului Allegany. Sediul comitatului este Oakland.
- Comitatul Harford - format în 1773 dintr-o parte a comitatului Baltimore. Sediul comitatului este Bel Air.
- Comitatul Howard - format în 1851 din părți ale comitatelor Anne Arundel și Baltimore. Sediul comitatului este Ellicott City.
- Comitatul Kent - format în 1642 din teritoriu neorganizat. Sediul comitatului este Chestertown.
- Comitatul Montgomery - format în 1776 dintr-o parte a comitatului Frederick. Sediul comitatului este Rockville.
- Comitatul Prince George - format în 1696 din părți ale comitatelor Calvert și Charles. Sediul comitatului este Upper Marlboro.
- Comitatul Queen Anne - format în 1706 dintr-o parte a comitatului Talbot. Sediul comitatului este Centerville.
- Comitatul Saint Mary - format în 1637 din teritoriu neorganizat. Sediul comitatului este Leonardtown. A purtat numele de Potomac County între 1654 și 1658.
- Comitatul Somerset - format în 1666 din teritoriu neorganizat. Sediul comitatului este Princess Anne.
- Comitatul Talbot - format în 1662 dintr-o parte a comitatului Kent. Sediul comitatului este Easton.
- Comitatul Washington - format în 1776 dintr-o parte a comitatului Frederick. Sediul comitatului este Hagerstown.
- Comitatul Wicomico - format în 1867 din parți ale comitatelor  Somerset și Worcester. Sediul comitatului este Salisbury.
- Comitatul Worcester - format în 1742 dintr-o parte a comitatului Somerset. Sediul comitatului este Snow Hill.

*Deși este un oraș independent și nu exact un comitat, City of Baltimore este considerat formal echivalent cu un comitat.

## Comitate desființate
- Charles County (vechi), format în 1650 dintr-o parte a comitatului Saint Mary, a fost desființat în 1654. Referirile la acest comitat adaugă adjectivul old = vechi, Old Charles County.
- Durham County, format în 1669 dintr-o parte a comitatului Somerset și teritoriu neorganizat a fost desființat în 1672 și încorporat în Worcester County.
- Worcester County (vechi), format în 1672 dintr-o parte a comitatului Durham County și teritoriu neorganizat a fost "pierdut" în 1685, odată cu înființarea Coloniei Delaware (conform originalului Delaware Colony). Referirile la acest comitat adaugă adjectivul old, devenind Old Worcester County.